# Castres
Castres (okcitansko Castras) je mesto in občina v južni francoski regiji Jug-Pireneji, podprefektura departmaja Tarn. Po oceni iz leta 2005 je mesto imelo 42.900 prebivalcev.

## Geografija
Kraj leži v južni Franciji ob reki Agout in njenem levem pritoku Durenque, 45 km južno do jugovzhodno od Albija in 79 km vzhodno od Toulousa.

## Administracija
Castres je sedež štirih kantonov:
- Kanton Castres-Jug (del občine Castres: 12.406 prebivalcev),
- Kanton Castres-Sever (del občine Castres, občina Laboulbène: 11.725 prebivalcev),
- Kanton Castres-Vzhod (del občine Castres: 10.419 prebivalcev),
- Kanton Castres-Zahod (del občine Castres, občini Navès, Saïx: 9.836 prebivalcev).

Mesto je prav tako sedež okrožja, v katerega so poleg njegovih vključeni še kantoni Anglès, Brassac, Cuq-Toulza, Dourgne, Graulhet, Labruguière, Lacaune, Lautrec, Lavaur, Mazamet-Jugozahod/Severovzhod, Montredon-Labessonnié, Murat-sur-Vèbre, Puylaurens, Roquecourbe, Saint-Amans-Soult, Saint-Paul-Cap-de-Joux, Vabre in Vielmur-sur-Agout s 178.412 prebivalci.

## Zgodovina
Ime kraja izhaja iz latinskega castrum v pomenu utrjenega mesta. Castres je zrasel okoli bendiktinske opatije Saint Benoït, katera naj bi bila ustanovljena leta 647 na ozemlju stare rimske trdnjave. Castres je v srednjem veku postal pomembna postaja na romarski poti v Santiago de Compostelo. V 12. stoletju mu je bila podeljena ustanovna listina. V času križarskega pohoda nad katare leta 1229 se je mesto prostovoljno predalo francoskemu plemiču Simonu IV. de Montfortu, s tem pa vstopilo v Francosko kraljestvo. Za časa papeža Janeza XXII. leta 1317 je bila v njem ustanovljena škofija Castres, leta 1356 je bilo z odlokom kralja Janeza II. samo mesto povzdignjeno v grofijo. V letih 1347-48 ga je hudo prizadela črna kuga, tej pa so sledili napadi najemniške vojske pod vodstvom Črnega Princa, ki so opustošili celotno pokrajino. Posledično je Castres v poznem 14. stoletju vstopil v obdobje zatona. Po zaplembi ozemlja Nemourskega vojvoda d'Armagnaca, kateremu je bila pred tem dodeljena grofija, je bila s strani Ludvika XI. podarjena italijanskemu plemiču in diplomatu Boffillu del Giudice, leta 1519 pod Francem I. ponovno združena s francosko krono. Okoli 1560 je Castres postal močno oporišče protestantizma, se utrdil in postal neodvisna republika. Leta 1629 so bile utrdbe po francoski zasedbi odstranjene, kljub njegovi preteklosti med verskimi vojnami pa je po njih užival obdobje naglega razvoja. Oživljene so bile trgovske dejavnosti, zlasti trgovina z volno. S protireformacijo je bila v mestu zgrajena vrsta samostanov in nova katedrala. S preklicom Nantskega edikta je večina protestantov odšla v izgnanstvo, sledila je kuga 1720-21, zatem še požar. Ob mlačnem odzivu na izbruh francoske revolucije je bil primerno kaznovan, ukinjena je bila škofija, kasneje priključena škofiji v Albiju. Sprva prefektura novonastalega departmaja Tarn 1790 je bilo mesto sedem let kasneje degradirano na sedež okrožja. Kljub temu je Castres v 19. stoletju doživel gospodarski razvoj s širitvijo mestnega ozemlja zunaj njegovih srednjeveških meja. Konec 19. stoletja se je s prihodom železnice 1865 poleg tekstilne industrije začela v mestu razvijati tudi strojna industrija, s katero je Castres postal glavno skladišče francoske vojske v času prve svetovne vojne. Sredi 20. stoletja je Castres doživel ponovni zaton, njegovo gospodarstvo, zlasti tekstilna industrija, je doživelo težke čase prestrukturiranja.

## Zanimivosti
- Cerkev Saint-Benoït iz 17. in 18. stoletja, nekdanja katedrala in sedež škofije, ukinjene med francosko revolucijo, je bila s konkordatom 1801 dodeljena nadškofiji v Albiju. Prvotna katedrala je bila zgrajena v 14. stoletju, po ustanovitvi škofije 1317, umičena v času francoskih verskih vojn.
- nekdanja škofijska palača z vrtovi in romanskim stolpom, edinim ostankom stare benediktinske opatije, danes mestna hiša,
- Muzej Goya, ustanovljen 1840, vsebuje največjo zbirko španskih slikarjev v Franciji.

## Osebnosti
- Jean Jaurès (1859-1914), politik;

## Pobratena mesta
- Linares (Španija),
- Wakefield (Anglija, Združeno kraljestvo).